# Da Bomb
Albums de Kris Kross
Totally Krossed Out
(1992) Young, Rich and Dangerous
(1996)
Singles
1. Alright
Sortie : 13 juillet 1993
2. I'm Real
Sortie : 5 octobre 1993
3. Da Bomb
Sortie : 1er février 1994

Da Bomb est le deuxième album studio de Kris Kross, sorti le 3 août 1993.
L'album est, comme le précédent, entièrement conçu et produit par Jermaine Dupri. On peut noter un changement de leurs voix qui ont mué ainsi que des paroles plus « adultes » sans pour autant tomber dans l'explicite. Cela dit l'album est clairement plus orienté gangsta rap, style très en vogue à cette époque, que le précédent. Du fait de ce changement assez important dans leur style (jusqu'alors très « ado et cool »), les ventes de cet opus ont été beaucoup moins importantes. Il s'en vendra toutefois plus d'un million et sera certifié disque de platine par la Recording Industry Association of America (RIAA) le 27 septembre 1994.
Da Bomb s'est classé 2e au Top R&B/Hip-Hop Albums et 13e au Billboard 200.

## Liste des titres
| No  | Titre                           | Contient un (des) sample(s) de | Durée |
| --- | ------------------------------- | --- | ----- |
| 1.  | Intro                           | Steady Mobbin' d'Ice Cube My Summer Vacation d'Ice Cube | 0:18  |
| 2.  | Da Bomb (featuring Da Brat)     | The Look of Love d'Isaac Hayes Tonite de DJ Quik So What'cha Want des Beastie Boys The Big Beat de Billy Squier | 4:10  |
| 3.  | Sound of My Hood                | Give It Away des Red Hot Chili Peppers It's a Shame de Kris Kross | 2:40  |
| 4.  | It Don't Stop (Hip Hop Classic) | It's Yours de T La Rock et Jazzy Jay I'm Gonna Get You de Sir Joe Quarterman & Free Soul Here We Go (Live at the Funhouse) de Run–D.M.C. Hihache du Lafayette Afro Rock Band The Big Beat de Billy Squier The Wildstyle de Time Zone Together Forever (Krush-Groove 4) (Live at Hollis Park '84) de Run–D.M.C. | 2:55  |
| 5.  | DJ Nabs Break                   | | 1:41  |
| 6.  | Alright (featuring Super Cat)   | Just a Touch of Love de Slave Hihache du Lafayette Afro Rock Band Ghetto Red Hot (Hip Hop Mix) de Super Cat The Boomin' System de LL Cool J Fire des Ohio Players Mr. Big Dick de Rudy Ray Moore Warm It Up de Kris Kross                                                                                      | 4:02  |
| 7.  | I'm Real                        | Nuthin' but a 'G' Thang de Dr. Dre featuring Snoop Dogg Funkin' for Fun de Parliament Bam Bam de Sister Nancy Mary Jane de Rick James | 3:14  |
| 8.  | 2 Da Beat Ch'yall               | Funky Worm des Ohio Players Jump de Kris Kross More Bounce to the Ounce de Zapp B Side Wins Again de Public Enemy Take Me to the Mardi Gras de Bob James The Freeze (Sizzaleenmean) de Parliament Sucker DJ (Genie Mix) de Dimples D Us d'Ice Cube                                                             | 3:40  |
| 9.  | Freak da Funk                   | Free Your Mind and Your Ass Will Follow de Funkadelic Stoned Is the Way of the Walk de Cypress Hill Findum, Fuckum & Flee de N.W.A. | 2:58  |
| 10. | A Lot 2 Live 4                  | | 2:14  |
| 11. | Take Um Out                     | Kool Is Back de Funk, Inc. More Bounce to the Ounce de Zapp Celebrate the Good Things de Pleasure Live Convention '82 (Side B) de DJ Grand Wizard Theodore | 4:35  |
| 12. | Alright (Extended Version)      | | 6:00  |